# Hoya villosa
Hoya villosa är en oleanderväxtart som beskrevs av Julien Noël Costantin. Hoya villosa ingår i släktet Hoya och familjen oleanderväxter. Inga underarter finns listade i Catalogue of Life.